# Cazadores a Caballo

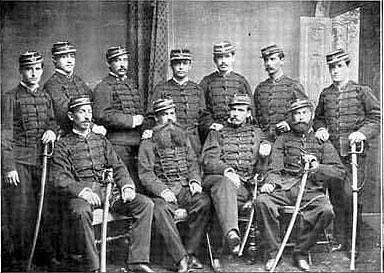
Comandante y oficiales del escuadrón del Regimiento Cazadores a Caballo que quedó guarneciendo a Lima, después del regreso a Chile de las tropas al mando de Baquedano. En la foto tomada en Lima, en 1881 aparecen de pie, de izquierda a derecha: alférez Roberto López, alférez Agripino Vargas, alférez Carlos F. Mebold, teniente Agustín Almarza, teniente Pedro J. Palacios, alférez Aníbal Muñoz y alférez Rafael Casanueva. Sentados, en el mismo orden: capitán Abel P. Ilabaca, capitán Belisario Amor, sargento mayor y comandante Sofanor Parra, y capitán Gonzalo Lara.

El Regimiento Cazadores a caballo fue una unidad de caballería del Ejército de Chile creada el 18 de septiembre de 1817 con el nombre de Regimiento de Caballería “Cazadores de la Escolta Directorial”. Por Decreto del 21 de enero de 1823, pasa a denominarse “Cazadores a Caballo”. 
En la Memoria de guerra de 1835 se consigna un Regimiento Cazadores a caballo con 305 hombres.: 133 
Al inicio de la Guerra del Pacífico, con solo 404 plazas, fue uno de las primeras unidades en ser enviadas a Antofagasta.
Participó en la Batalla de Topater, posteriormente el 8 de mayo se separaron dos compañías de su 3º escuadrón para formar el Carabineros de Yungay.
No confundir con la unidad de infantería Cazadores del desierto.